# 幕末青春グラフィティ Ronin 坂本竜馬
『幕末青春グラフィティ Ronin 坂本竜馬』（ばくまつせいしゅんグラフィティ ろうにん さかもとりょうま）は、1986年1月25日に公開された日本映画。東京放送・電通提携製作、東宝（洋画系）配給。武田鉄矢が脚本（片山蒼名義）・主演を務めた。監督の河合義隆は劇映画初演出。

## 概要
1982年11月16日に日本テレビ系で放映されたテレビドラマ『幕末青春グラフィティ 坂本竜馬』をベースに劇場版としてリブートされた作品であるが、テレビドラマ版とは物語としての直接的な繋がりは無い。脚本は同じ武田鉄矢。吉田拓郎を始め、ニューミュージックのスターたちが幕末の志士に扮して出演し、また主題歌、挿入歌を歌う。長州藩のユニオン号と幕府側の富士山丸の2艘を建造し、長期ロケを敢行するなど、当時はテレビ局や大手企業の映画製作参入が相次ぎ、潤沢な予算で映画製作が可能だった。

## あらすじ
土佐を脱藩して倒幕運動にも加わっていた浪士坂本竜馬は、慶応2年(1866年)に薩長同盟の締結を成し遂げ、海援隊（亀山社中）として土佐を中心とする脱藩浪士たちと長崎にて、黒船購入のため商いに精を出す。同じ頃、幕府は先年に征伐軍を派遣しても恭順しなかった長州藩に対し、第二次長州征伐を企てるが、竜馬は海援隊の仲間たちと共に高杉晋作率いる長州の奇兵隊に協力することとなる。高杉や村田蔵六（大村益次郎）指揮の下、整然たる作戦に裏打ちされた長州軍は幕府軍を各所で退け、勝利していく‥‥。

## スタッフ
- 監督：河合義隆
- 脚本：片山蒼
- 音楽：加藤和彦
  - アレンジ：マーク・ゴールデンバーグ
- 撮影：押切隆生
- 美術：西村伸明、鳥居塚誠一
- 照明：秦野和人
- 録音：加藤一郎
- 編集：宮田英昭
- 助監督：吉原勲、油谷誠至、佐藤陸夫、森一弘、杉山泰一、田村浩太朗、鈴木幹
- 製作主任：伊藤伴雄
- 記録：奥平治美
- 音響効果：福島幸雄、植松淳一
- 殺陣：宇仁貫三
- 題字：日比野克彦
- MA：にっかつスタジオセンター
- 現像：IMAGICA
- 協力：常石造船
- 製作者：弘田惣弥、服部庸一
- プロデューサー：山本典助、黒木照美、道祖土健
- 企画：勝田祥三
- 製作協力：ティンダーボックス、武田鉄矢商店[3]

## キャスト

### 海援隊
- 坂本竜馬 - 武田鉄矢
- 池内蔵太 - 柴俊夫
- 沢村惣之丞 - 阿藤海
- 長岡謙吉 - 竹中直人
- 中島作太郎（のちの信行） - 本城裕
- 陸奥陽之助（のちの宗光） - 堀広道
- 千屋寅之助（のちの菅野覚兵衛）- 渕野俊太
- 石田英吉 - 浦田賢一

### 長州・奇兵隊関係
- 高杉晋作 - 吉田拓郎
- 桂小五郎（のちの木戸孝允） - 川谷拓三
- 伊藤俊輔（のちの博文） - 伊武雅刀
- 山県狂介（のちの有朋） - 原田大二郎
- 大村益次郎（村田蔵六） - 三浦浩一
- 井上聞多（のちの馨） - 山西道広
- 前原一誠（佐世八十郎） - 石田純一
- 畑鵬作 - 中島陽典
- 伍平 - 榎木孝明
- 庄兵衛 - 山谷初男
- 三次 - 内藤剛志
- 伴作 - 不破万作

### 女性たち
- お竜 - 原田美枝子
- おうの - 浅野温子
- お菊 - 菊池桃子
- トヨ - 南果歩
- 梅花 - 高倉美貴
- マリア - フローレンス芳賀

### 土佐勤皇党
- 安岡嘉助 - 本田博太郎
- 那須信吾 - 村田雄浩
- 間崎哲馬 - 加藤健一
- 近藤長次郎 - 倉崎青児
- 平井収二郎 - 古尾谷雅人
- 岡本次郎 - 陣内孝則

### その他
- 勝海舟 - 石坂浩二（ナレーション）
- 大里（大将） - 鈴木瑞穂
- 細川家重臣 - 小林昭二
- 奇兵 - 清水宏（方言指導）
- トーマス・ブレーク・グラバー - ロジャー・バリンス
- グラバー邸の若者 - 野分龍
- アーネスト・サトウ - ロバート・ガムリー
- ハリー・パークス - デニス・ファルト
- 奇兵 - 福田勝洋、中根徹、金子哲、島岡安芸和、杉崎昭彦、石垣恵三郎、久野泰助、徳永明宏
- スクリーンの女 - マデリーン
- 遊女 - 仁科扶紀、井上志織
- 大里（伝令） - 大仁田厚
- 大里（武者） - 村上久勝
- 幕兵 - 渡部猛、森岡隆見、鈴木実、中瀬博文、石崎洋光、大島光幸、甲斐武、深作覚
- 向山（武者） - 二家本辰巳、戸塚孝、星野晃
- 上士 - 森卓三、萩原紀[3]

## 製作

### 企画
「坂本龍馬を映画でやりたい」というのは武田鉄矢の長年の悲願だった。1982年のテレビドラマ『幕末青春グラフィティ 坂本竜馬』の撮影中にスケールアップして映画でやりたいという思いがさらに強くなった。テレビドラマでは黒船が作れなくて、舳先だけ作って、バックを波のフィルムと合成した。チャチな合成だったが、黒船の舳先に立っているだけで、ズキンとくるほど感激した。今度は絶対ホンモノの黒船を作りたい、本物の海でやりたいと、一気に脚本を書き上げた。武田の創作物が全て坂本龍馬ではなく、坂本竜馬なのは自身の創作、解釈を含んでいるからという。

### ロケハン
竜馬と海援隊が、高杉晋作が率いる奇兵隊と共に総勢3千人で、幕府軍15万の兵に勝利する下関戦争を再現したいとロケ地を探し回った。千葉県や北海道など見て回り、支笏湖に黒船のミニチュアを浮かべるという案なども検討された。探し歩いていく中で、広島県福山市近辺の浜辺に格好の風景を見つけた。持ち主の常石造船の本社を訪ね、同社社長に「浜辺にドラム缶20本程度を置いて、その上に黒船の船縁を作って遠くの海をバックに撮影したい」と頼んだら、社長から「黒船を作る方がいいんじゃないか」と言われた。「それじゃ船の片側だけ作って下さい」と頼んだら「それだと陸からしか撮れないじゃない。海に浮かべた方がいいんじゃないのか」「実費だけ貰えばいいよ」と言われた。翌日、美術監督を連れて、社長と湾内を一緒に回り、「黒船は動いた方がいいんだろう」と言われ、「そりゃそうです」と答えたが、「エンジンはウチで作れないから特注になる。総額は1億円だね」と言われたため、エンジンはなしで、社長が「タグボートで引っ張ってやる」というアイデアを出してくれた。またスタッフ・キャストの宿泊地は、まだ映画ロケ地として整備される以前の福山市みろくの里の山の中腹にあった常石造船の社宅を格安で提供してくれた。社宅はコンクリート剥き出しで多少古いが、1ヵ月の家賃は1000円。武田も四畳半と六畳間の3DKに1985年の7月中旬から秋の終わりまでそこに泊まり込んだ。虫の声が煩くて眠れないようなところだったが、製作費をここでかなり抑え込んだ。

### ユニオン号
海援隊の乗るユニオン号は、当時の設計図を基に、重さ100トン、全長29m、高さ14mで再現。幕府軍の富士山丸は重さ300トン、全長52m、高さ25mと船二隻を常石造船で実際に建造した。坂本龍馬も航海した同じ瀬戸内海で、船を滑らせ、龍馬の恰好をして同じ空と海を見ていると、龍馬になった気分になったという。

### キャスティング
吉田拓郎の高杉晋作役は、武田が拓郎に憧れて「ずっと背中を追いかけてきた拓郎に一回、こっち側を向いて勝負して欲しい」と相手役として遮二無二拓郎を説得したもの。武田が1972年に上京してすぐに拓郎が『結婚しようよ』の大ヒットで爆発的人気を博し、武田には拓郎が高杉晋作に見えていたという。高杉晋作役での起用理由は「拓郎の声はアジテーターの声であり、たった一声で千とか万の若者が後について行くような声。それは高杉晋作もそんな声だったんじゃないかと思うという持論で、俳優では出せないと思い拓郎にお願いした」と説明している。吉田拓郎は本作について自身の演技の恥ずかしさも含めて「ひどい映画だった」と苦笑しながら述べている。　
お竜役にはテレビ版『幕末青春グラフィティ 坂本竜馬』と同じく夏目雅子がキャスティングされていて、夏目も快諾し、武田もお竜は夏目しか考えられないと思っていた。しかし予定していた撮影が1年延びたことで、夏目が突然病魔に冒された。3年前のテレビ版の撮影でも夏目は一番元気だったから、病気になったという話も信じられなかったという。夏目も復帰第1作にしたいと楽しみにしているという話も伝わり、武田も夏目が撮影現場に来てくれると信じて、夏目の出演シーンは後回しにして、撮影の最後に夏目の出演シーンを予定していた。しかし夏目は本作の撮影中に亡くなった。お竜は原田美枝子が代わりに演じた。
テレビ版のチョイ役で出ていた高倉美貴が再登板。高倉は『花田春吉なんでもやります』や第8回日本アカデミー賞で武田と司会を務めたりで、"高倉の陰に必ず武田あり"と噂され、週刊誌に記事が出た。

### 音楽
音楽プロデュースは加藤和彦。武田鉄矢からの依頼を受け、それまでは"無"か、"無に少し何かある人"のプロデュースをしてきたが、そうではなくもっと何かを持った人と組んでみたいと考えたとき、意外にいそうでいなかったが、仲のいい吉田拓郎と次は一緒にやろうという話があったので、それなら僕が聞きたいような拓郎のレコードを作ろうということになって引き受けた。拓郎以外にもこれは入れた方がいいと思う人に集まってもらったが、前年に行われた「国際青年年記念 ALL TOGETHER NOW」で、日本でやろうとすると偽善的なことが付きまとい、何かもうひとつまとまらない、もっと激しいアメリカのショービジネスの世界で成り立つのに、その十分の一程度の日本ならもっと簡単にできたっていいはず、有機的に結びついていることを証明したいという思いがあり、出来る限り人を集めたと話している。レコード会社の枠を超えたサントラ盤が実現したのは吉田拓郎の影響力から。

### 劇中歌
- 吉田拓郎「RONIN」
- 吉田拓郎&加藤和彦「ジャスト・ア・RONIN」
- オフコース「時代のかたすみで（せめて今だけ）」
- 武田鉄矢「夢がとまらない」
- 井上陽水「とまどうペリカン」
- 高中正義「黒船'85」

### 撮影
1985年の初夏から晩秋までの約半年間、広島県尾道市の加島にオープンセットを作り、周辺で長期ロケが行われた。当地は無人島で、当時はあった海水浴場から山を越えた反対側にロケ現場があった。この年の夏はロケ地に雨がほとんど降らず、連日35度を越す炎天下の中、鎧を付けて走り回る過酷な撮影が続いた。キャスト・スタッフは全員真っ黒。監督の河合義隆が完璧主義者で、時代劇を海を撮ることの難しさがあった。監督はどうしても画を引きたがるが、丘の上でいざ撮ろうと画を引いたら、対岸にガードレールが映ったり、海でいざ撮ろうとしたら、タンカーが画に入って来て、嵐待ちで沖に停泊したら、河合が「船どけろ！」と怒鳴ったり、瀬戸内海で船が行き来するワンシーンを撮るために、一週間近くもかけながら、「まだ思い通りいかない」とOKを出さず、波や風、天気の全てが思い通りにならないとOKを出さないため、金と時間が消費された。こうした話が業界に伝わり、河合には仕事のオファーが来なくなった。2010年のNHK大河ドラマ『龍馬伝』に勝海舟役で出演した武田が海のロケで「送電線だよ！」と叫んだら、「CGで消しま～す」と簡単に言われ、「この悔しさは君たちには分かるまい！」と心の中で叫んだという。
当時人気絶頂のアイドル・菊池桃子が、『地獄の黙示録』のシンシア・ウッドのような戦を終えた戦士たちの心を癒す庄屋の娘のチョイ役で出ているが、出演はかなりギリギリになって決まった。菊池は初めてのコンサートツアーの最中で、長野県から電車に乗り継ぎ、福山駅まで7時間、そこから車で40分の撮影現場に到着した。「こんなに電車に乗ったのは生まれて初めて」と話した。過酷な現場の事情からか、当時の映画の現場を取り巻く状況からなのかは分からないが、スタッフ約100人のうち、女性はタイムキーパーとヘアメークの2人だけだったという。菊池は現場入りして菊池とマネージャーで計4人になり、男性がいかつい男ばかりで、いつもの仕事とは全く違う環境に、変に自身が女の子だと意識し、「演技がぎこちなくなってしまった」と話している。夜間撮影を朝の4時までやって、また朝から撮影と睡眠時間1～2時間と過酷だったが、いつものスタジオとコンサート会場等の目まぐるしい移動に比べて、何もない海と山、田んぼが新鮮で、しばし気分転換になったという。
前述のようにみろくの里の社宅にスタッフ・キャスト一同約100人で泊まり込んだ。隔離される状況で妻帯者であっても洗濯や掃除、風呂洗いも全て自分でやらないといけないとこで、人間性がよく出て、 柴俊夫はマメなきれい好き。伊武雅刀は部屋のインテリアに凝っていたという。福山の歓楽街までは車で30分程度の場所だったが、ハードな撮影で誰も遊びに行く者はおらず、団地内の談話室で語り合うのが唯一の息抜き。だんだん学生スポーツの合宿のようになった。団地は貸し切りではなく、空いた部屋をスタッフ・キャストが借りたもので、撮影期間中、社員宅でお葬式が3、4回あり、武田やプロデューサーらが葬式に参列した。吉田拓郎はこの年、7月27日から7月28日にかけて開催した二度目のつま恋オールナイトコンサートで引退を囁かれ、精魂尽き果て、灰になったような状態で現地に直行した。そのような状況もあってワガママで鳴らす拓郎が「弁当がマズい」「冷えたウーロン茶を出せ」などとやっぱり悪態をつき始め、ついには「衣装が暑い。オレは短パンでやる！」と言い出し、現場をてこづらせた。しかし一週間経つと状況を理解し、ピタリと悪態をつかなくなったという。ただ拓郎は一度福山の炉端焼きに行って酔っぱらって荒れていたという。武田の本作に賭ける意気込みは凄く、拓郎から「普段は他人に対する思いやりを必要以上に見せる奴だが、今回はもう集中って感じだ」と言わしめた。

## 興行
東宝洋画系劇場で封切。東京都内はグランドオデヲン座、新宿文化シネマ2、日比谷スカラ座他。

## 作品の評価

### 批評家評
『シティロード』は「ハッキリ言って金八先生の喋り過ぎと拓郎大先生の素人意気がり演技には辟易するが、それさえ乗り越えれば中々見どころがある作品だ。ヒマワリ咲き乱れる中での合戦シーンに代表されるように新鋭河合監督の才には並々ならぬ物があり"青春グラフィティ"としての奔放さは大いに買い」などと評した。

## 補足
主演の武田鉄矢は後に、日本テレビ年末時代劇スペシャルシリーズ第5作の『奇兵隊』（1989年）で、スタッフからのオファーにより同じ坂本竜馬役で特別出演している。
冒頭シーンで、シネマトグラフ（手動映写機）による映画の上映が行われ、スクリーンではなく映写機に興味を示した坂本竜馬（武田鉄矢）が手回しの役を交代してもらうシーンがあるが、史実によれば、シネマトグラフの発明は1890年代で、（1860年代の）幕末には存在しない。

## 関連作品
- 『奇兵隊』（1989年、日本テレビ系）
武田鉄矢が本作との関連から、同じ役にて特別出演した長編時代劇作品。